# Dmitri Chevtchenko (escrimeur)
Ne doit pas être confondue avec Dmitri Chevtchenko, athlète russe
Pour les articles homonymes, voir Chevtchenko.
Dmitri Chevtchenko (né le 13 novembre 1967 à Moscou) est un escrimeur russe, pratiquant le fleuret.

## Carrière
Il est sacré champion olympique par équipes en 1996 et médaillé de bronze individuel en 2000.